# DDR3 SDRAM

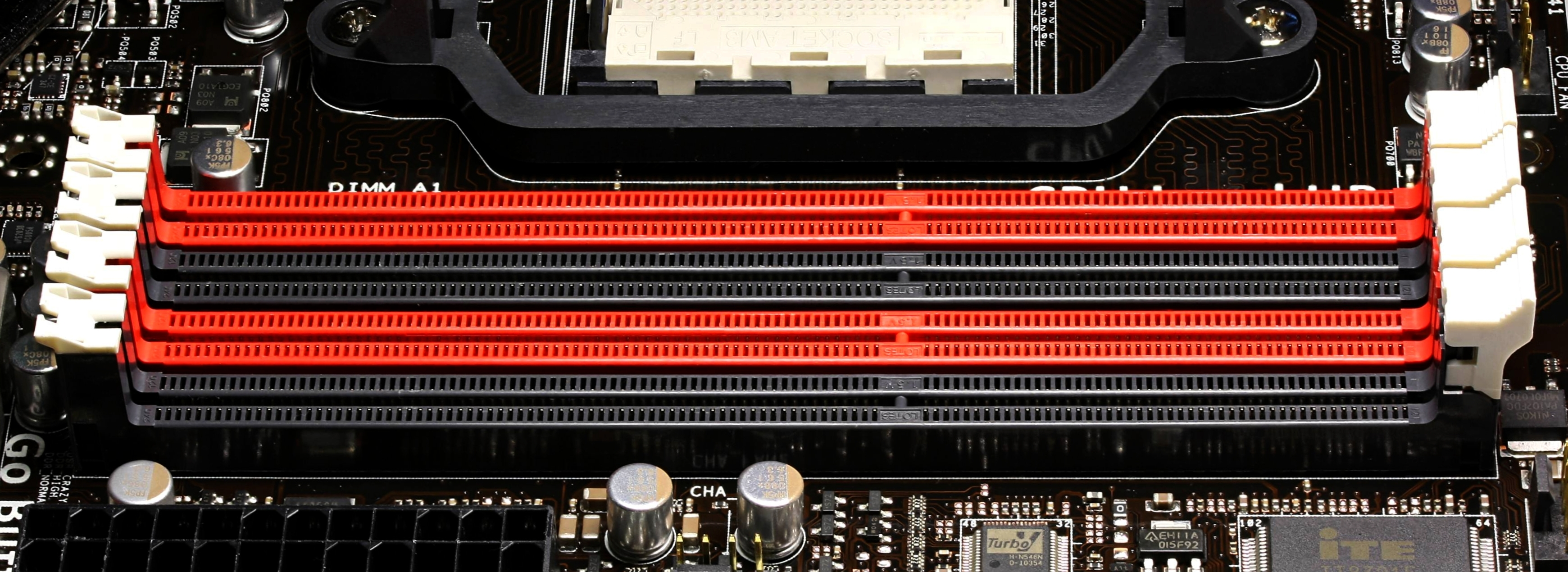
Patice DDR3 SDRAM na základní desce

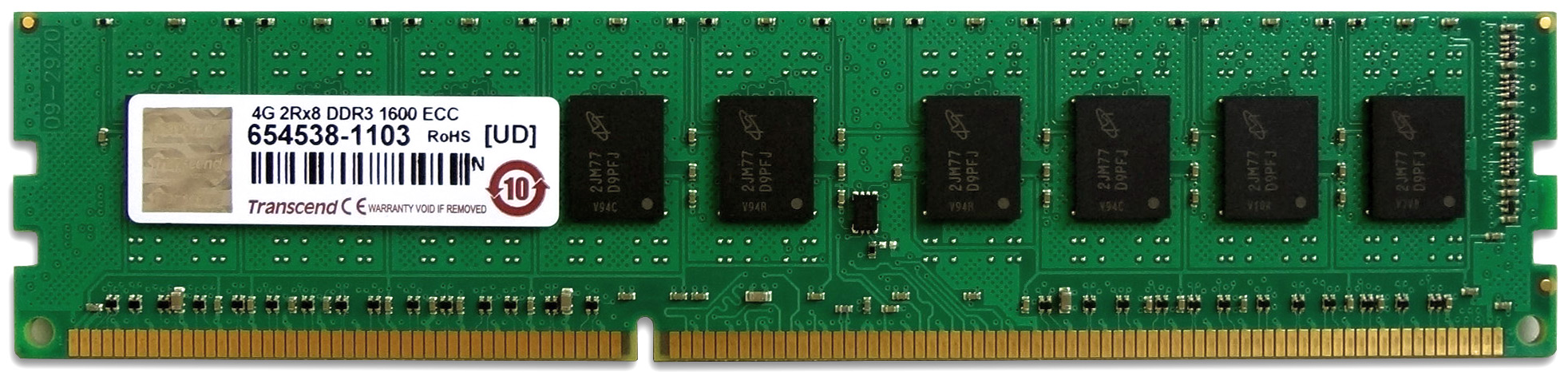
4GB modul DDR3

DDR3 SDRAM (anglicky double-data-rate 3 SDRAM) byl typ operační paměti pro počítače zveřejněný organizací JEDEC v roce 2007, ale prodeje překonaly předchozí generaci DDR2 SDRAM až v roce 2010. Vzestup prodejů byl díky novým procesorům Intel Core i7 (vyžadoval DDR3) a AMD Phenom II (doporučoval DDR3). DDR3 není zpětně kompatibilní s DDR2 ani dopředně kompatibilní s DDR4, přestože také používá pouzdro DIMM (rozdíly jsou v napájení, signalizaci, časování apod.). 

## Charakteristika
Vzrostla taktovací frekvence pamětí a hlavně byla zdvojnásobena rychlost přenosů na dvojnásobek (osminásobek interní rychlosti paměťového pole), čímž oproti DDR2 vzrostl i počet operací za sekundu. Napájecí napětí bylo podle standardu JEDEC sníženo z 1,8 V na 1.5 V. Běžné paměti pracují na napětí 1,5 V ±0,075 V a některé moduly vyžadují napětí mezi 1,65 V a 1,8 V (např. Kingston HyperX).

### Maximální kapacita
Standard DDR3 umožňuje maximální kapacitu 8 Gb a až 4 ranky po 64 bitech, což je celkové maximum 16 GB na jeden DDR3 DIMM modul. Kvůli hardwarovému omezení byla u procesorů Intel omezena maximální kapacita na 4 GB a tím maximálně 8 GB na DDR3 DIMM (Intel Core 2 chipset pro DDR3 dovoluje maximálně jen 2 GB), což odstranil v roce 2013 procesor Ivy Bridge-E. Všechny AMD procesory podporující DDR3 paměti umožňují plnou kapacitu 16 GB na jeden DDR3 DIMM.

### DDR3L a DDR3U
DDR3L (DDR3 Low Voltage –⁠ nízkonapěťové, s označením čipů PC3L) je rozšíření standardu JESD79-3 DDR3 o úsporná zařízení (používaná pro notebooky apod.) publikované organizací JEDEC 26. července 2010. Standardní napájecí napětí je pro ně 1,35 V. Jde například o paměti DDR3L‐800, DDR3L‐1066, DDR3L‐1333 a DDR3L‐1600. Pro DDR3U je standardní napájecí napětí 1,25 V a čipy jsou označovány PC3U.

## Parametry pamětí

### StandardJEDEC
Je to nastavení, při kterém by nemělo dojít k poničení pamětí nebo jiných pamětí a kterým se standardizuje tovární nastavení pamětí.
| Standardní označení | Takt paměti | Doba cyklu | I/O takt sběrnice | Počet operací za sekundu | Časování | Označení modulu | Propustnost |
| DDR3-800            | 100 MHz     | 10 ns      | 400 MHz           | 800 000 000              | CL5÷7    | PC3-6400        | 6,4 GB/s    |
| DDR3-1066           | 133 MHz     | 7,5 ns     | 533 MHz           | 1 066 666 666            | CL5÷9    | PC3-8500        | 8,533 GB/s  |
| DDR3-1333           | 166 MHz     | 6 ns       | 667 MHz           | 1 333 333 333            | CL6÷11   | PC3-10600       | 10,667 GB/s |
| DDR3-1600           | 200 MHz     | 5 ns       | 800 MHz           | 1 600 000 000            | CL6÷11   | PC3-12800       | 12,8 GB/s   |
| DDR3-1866           | 233,33 MHz  | 4,29 ns    | 933 MHz           | 1 866 666 666            | CL6÷13   | PC3-15000       | 15 GB/s     |
| DDR3-2133           | 266,67 MHz  | 3,75 ns    | 1 067 MHz         | 2 133 333 333            | CL7÷14   | PC3-17000       | 17 GB/s     |

### Nestandardní paměti
| Standardní označení | Takt paměti | Doba cyklu | I/O takt sběrnice | Počet operací za sekundu | Časování | Označení modulu | Propustnost |
| DDR3-1375           | 171,875 MHz | 5,82 ns    | 687,5 MHz         | 1 375 000 000            | CL5÷9    | PC3-11000       | 11 GB/s     |
| DDR3-1625           | 203,125 MHz | 4,92 ns    | 812,5 MHz         | 1 625 000 000            | CL7      | PC3-13000       | 13 GB/s     |
| DDR3-1900           | 237,5 MHz   | 4,21 ns    | 950 MHz           | 1 900 000 000            | CL9      | PC3-15200       | 15,2 GB/s   |
| DDR3-2000           | 250 MHz     | 4 ns       | 1 GHz             | 2 000 000 000            | CL6÷10   | PC3-16000       | 16 GB/s     |
| DDR3-2400           | 300 MHz     | 3,3 ns     | 1 200 MHz         | 2 400 000 000            | CL8÷13   | PC3-19200       | 19,2 GB/s   |
| DDR3-2666           | 333,25 MHz  | 3 ns       | 1 333 MHz         | 2 666 666 666            | CL10÷13  | PC3-21300       | 21,3 GB/s   |
| DDR3-2933           | 366,67 MHz  | 2,73 ns    | 1 467 MHz         | 2 933 333 333            | CL12     | PC3-23400       | 23,4 GB/s   |
| DDR3-3000           | 375 MHz     | 2,7 ns     | 1,5 GHz           | 3 000 000 000            | CL12÷13  | PC3-24000       | 24 GB/s     |
| DDR3-3300           | 412,5 MHz   | 2,4 ns     | 1,65 GHz          | 3 300 000 000            | CL13     | PC3-26400       | 26,4 GB/s   |

Frekvence 3,3 GHz je maximální normální rychlost u prodávaných pamětí (přetaktováním lze jít výš).